# دار المورد (الحيمة الخارجية)

تعديل مصدري - تعديل

دار المورد هي إحدى قرى عزلة بني سليمان بمديرية الحيمة الخارجية التابعة لمحافظة صنعاء، بلغ تعداد سكانها 450 نسمة حسب تعداد اليمن لعام 2004.